# アンドレアス・ホートヴェイト
アンドレアス・ホートヴェイト (Andreas Håtveit、1986年7月9日 - ）は、ノルウェイ出身のフリースキーヤー。Winter X Gamesのスロープスタイル種目で1つのゴールドメダルと1つのシルバーメダル、3つのブロンズメダルを獲得。ソチオリンピックのスロープスタイル種目では4位。

## 生い立ち
アンドレアス・ホートヴェイトは人口が42人しかいないノルウェイの山奥のSudndalenに生まれる。両親はホテルを所有・経営しており、父親は地域のスキーリゾートHallingskarvet Skisenterへの貢献度も大きかった。アンドレアスは2歳でスキーを始め、17歳の時にフリースタイルスキーを始める。
アンドレアスはキリスト教徒で作るスポーツ組織「Kristen Idrettskontakt」(KRIK).のメンバーでもある。